# U-101 (tàu ngầm Đức) (1940)
U-101 là một tàu ngầm tấn công  Lớp Type VII thuộc phân lớp Type VIIB được Hải quân Đức Quốc Xã chế tạo trong Chiến tranh Thế giới thứ hai. Nhập biên chế năm 1940, nó đã thực hiện được tổng cộng mười chuyến tuần tra, đánh chìm được 22 tàu buôn tổng tải trọng 111.673 GRT và một tàu chiến tải trọng 1.190 tấn, đồng thời gây hư hại cho hai tàu buôn khác. Sau chuyến tuần tra cuối cùng vào tháng 11, 1941, U-101 được rút về làm nhiệm vụ huấn luyện rồi xuất biên chế vào tháng 10, 1943. Vào giai đoạn xung đột sắp kết thúc, nó bị máy bay của  Không quân Hoàng gia Anh đánh chìm tại Neustadt vào ngày 3 tháng 5, 1945.

## Thiết kế và chế tạo

### Thiết kế
Phân lớp VIIB của Tàu ngầm Type VII là một phiên bản VIIA được mở rộng. Chúng có trọng lượng choán nước 753 t (741 tấn Anh) khi nổi và 857 t (843 tấn Anh) khi lặn). Con tàu có chiều dài chung 66,50 m (218 ft 2 in), lớp vỏ trong chịu áp lực dài 48,80 m (160 ft 1 in), mạn tàu rộng 6,20 m (20 ft 4 in), chiều cao 9,50 m (31 ft 2 in) và mớn nước 4,74 m (15 ft 7 in).
Chúng trang bị hai động cơ diesel Germaniawerft F46 6-xy lanh 4 thì, tổng công suất 2.800–3.200 PS (2.100–2.400 kW; 2.800–3.200 bhp), dẫn động hai trục chân vịt đường kính 1,23 m (4,0 ft), cho phép đạt tốc độ tối đa 17,9 kn (33,2 km/h), và tầm hoạt động tối đa 8.700 nmi (16.100 km) khi đi tốc độ đường trường 10 kn (19 km/h). Khi đi ngầm dưới nước, chúng sử dụng hai động cơ/máy phát điện AEG GU 460/8-276 tổng công suất 750 PS (550 kW; 740 shp). Tốc độ tối đa khi lặn là 8 kn (15 km/h), và tầm hoạt động 90 nmi (170 km) ở tốc độ 4 kn (7,4 km/h). Con tàu có khả năng lặn sâu đến 230 m (750 ft).
Vũ khí trang bị có năm ống phóng ngư lôi 53,3 cm (21 in), bao gồm bốn ống trước mũi và một ống phía đuôi, và mang theo tổng cộng 14 quả ngư lôi, hoặc tối đa 22 quả thủy lôi TMA, hoặc 33 quả TMB. Tàu ngầm Type VIIB bố trí một hải pháo 8,8 cm SK C/35 cùng một pháo phòng không 2 cm (0,79 in) trên boong tàu. Thủy thủ đoàn bao gồm 4 sĩ quan và 40-56 thủy thủ.

### Chế tạo
U-101 được đặt hàng vào ngày 15 tháng 12, 1937, và được đặt lườn tại xưởng tàu của hãng Germaniawerft tại Kiel vào ngày 31 tháng 3, 1939. Nó được hạ thủy vào ngày 13 tháng 1, 1940, và nhập biên chế cùng Hải quân Đức Quốc Xã vào ngày 11 tháng 3, 1940 dưới quyền chỉ huy của Hạm trưởng, Đại úy Hải quân Fritz Frauenheim.

## Lịch sử hoạt động

### 1940

#### Chuyến tuần tra thứ nhất
Sau khi hoàn tất việc chạy thử máy và huấn luyện, U-101 xuất phát từ Kiel vào ngày 28 tháng 4, 1940 cho chuyến tuần tra đầu tiên trong chiến tranh tại Bắc Hải, đi đến Trondheim Na Uy, rồi quay trở lại Kiel vào ngày 10 tháng 5 mà không bắt gặp mục tiêu nào.

#### Chuyến tuần tra thứ hai
U-101 lại khởi hành từ Kiel vào ngày 21 tháng 5 cho chuyến tuần tra thứ hai, là chuyến thành công nhất của nó. Chiếc tàu ngầm băng qua khe GIUK giữa các quần đảo Shetland và Faroe để vòng qua quần đảo Anh và đi đến khu vực tuần tra tại Đại Tây Dương về phía Đông eo biển Manche và phía Đông Bồ Đào Nha. Trong chuyến tuần tra này, nó đánh chìm được bảy tàu buôn Đồng Minh với tổng tải trọng 42.022 GRT. Trên đường đi U-101 hai lần bắt gặp những tàu ngầm không rõ nhận dạng, và vào ngày 29 tháng 5, nó bị một máy bay ném hai quả bom tấn công lúc 16 giờ 30 phút tại khu vực eo biển Manche, khiến bị hư hại nhẹ.
U-101 đánh chìm tàu buôn Anh Stanhall vào ngày 30 tháng 5, rồi đến chiếc Orangemoor vào ngày hôm sau, nhưng ngay sau đó bị các tàu hộ tống một đoàn tàu vận tải truy đuổi trong bốn giờ và thả 34 quả mìn sâu. Khi chiếc tàu ngầm trở lên độ sâu kính tiềm vọng để quan sát, nó bị một tàu đánh cá vũ trang phát hiện và tấn công với bảy quả mìn sâu lúc 22 giờ 00, gây một số hư hại. Nó tiếp tục đánh chìm chiếc Polycarp vào ngày 2 tháng 6, nhưng hai ngày sau đó lại bị một máy bay ném một quả bom tấn công lúc 20 giờ 14 phút tại khu vực eo biển Manche. U-101 thoát được mà không bị hư hại. Đến ngày 11 tháng 6, U-101 phóng ngư lôi đánh chìm tàu buôn Hy Lạp Mount Hymettus, rồi sang ngày hôm sau 12 tháng 6 đánh chìm tàu buôn Anh Earlspark. Những nạn nhân sau đó của nó bao gồm tàu buôn Hy Lạp Antonis Georgandis vào ngày 14 tháng 6 và tàu buôn Anh Wellington Star vào ngày 16 tháng 6. Trong giai đoạn từ ngày 12 đến ngày 15 tháng 6, nó hoạt động phối hợp cùng bầy sói Rösing; rồi lúc đang trên đường quay trở về căn cứ Kiel, nó lại bị một máy bay ném ba quả bom tấn công tại Bắc Hải lúc 04 giờ 08 phút ngày 23 tháng 6, làm hư hại kính tiềm vọng. Nó về đến Kiel vào ngày 25 tháng 6.

#### Chuyến tuần tra thứ ba
Xuất phát từ Kiel vào ngày 9 tháng 8, U-101 lại đi theo lộ trình băng qua khe GIUK giữa Shetland và Faroe để hoạt động tại vùng biển về phía Tây Bắc Scotland và Ireland. Nó đã đánh chìm tàu buôn Anh Ampleforth vào ngày 19 tháng 8, tàu buôn Phần Lan Elle vào ngày 28 tháng 8, và tàu buôn Hy Lạp Efploia vào ngày 1 tháng 9. Đang khi truy đuổi theo một đoàn tàu vận tải về phía Tây Ireland vào ngày 3 tháng 9, chiếc tàu ngầm bị một tàu hộ tống phát hiện và bị tấn cống năm lượt bằng mìn sâu, và phải chịu đựng những hư hại và rò tỉ, nhưng tự khắc phục được. U-101 kết thúc chuyến tuần tra và đi đến cảng Lorient bên bờ biển Đại Tây Dương của Pháp đã bị Đức chiếm đóng, đến nơi vào ngày 16 tháng 9. Lorient trở thành căn cứ hoạt động của nó trong suốt sáu chuyến tuần tra tiếp theo.

#### Chuyến tuần tra thứ tư
Trong chuyến tuần tra thứ tư diễn ra từ ngày 5 tháng 10 đến ngày 24 tháng 10, U-101 hoạt động tại vùng biển về phía Tây Bắc Scotland và phía Nam Iceland để đánh chặn các đoàn tàu vận tải từ Bắc Mỹ đi sang Anh. Nó đã đánh chìm tàu buôn Canada Saint-Malo vào ngày 12 tháng 10, rồi phối hợp cùng một bầy sói để tấn công Đoàn tàu SC 7, gây hư hại cho chiếc SS Blairspey và đánh chìm chiếc SS Creekirk vào ngày 18 tháng 10. Sang ngày hôm sau nó tiếp tục đánh chìm các chiếc SS Assyrian và SS Soesterberg.

#### Chuyến tuần tra thứ năm
U-101 khởi hành từ Lorient vào ngày 24 tháng 11 cho chuyến tuần tra thứ năm, để hoạt động tại vùng biển phía Tây Scotland và Ireland (Khu vực Tiếp cận phía Tây). Nó đã đánh chìm tàu buôn Anh Aractaca vào ngày 30 tháng 11; và trong hai ngày tiếo theo đã tấn công Đoàn tàu HX 90, đánh chìm Appalachee, Kavak và Lady Glanely đồng thời gây hại cho Loch Ranza. Chiếc tàu ngầm kết thúc chuyến tuần tra và về đến Lorient vào ngày 7 tháng 12.

### 1941

#### Chuyến tuần tra thứ sáu
U-101 xuất phát từ Lorient vào ngày 23 tháng 1, 1941 cho chuyến tuần tra thứ sáu, để tiếp tục hoạt động tại Khu vực Tiếp cận phía Tây. Đang khi tìm cách tấn công Đoàn tàu SC 19 lúc 04 giờ 16 phút ngày 29 tháng 1, một tàu khu trục trong thành phần hộ tống đã nả hải pháo, buộc chiếc tàu ngầm phải lặn xuống ẩn nấp, rồi tiếp tục thả ba quả mìn sâu tấn công, nhưng không gây hư hại gì cho U-101. U-101 sau đó đánh chìm Belcrest vào ngày 14 tháng 2, và Gairsoppa ba ngày sau đó, trước khi quay trở về căn cứ vào ngày 19 tháng 2.

#### Chuyến tuần tra thứ bảy
U-101 khởi hành từ Lorient vào ngày 24 tháng 3 cho chuyến tuần tra thứ bảy; nó hoạt động tại Bắc Đại Tây Dương về phía Nam Greenland và Iceland. Vào ngày 23 tháng 4, nó bị một tàu ngầm Anh phóng hai quả ngư lôi tấn công, nhưng cả hai đều bị trượt. U-101 kết thúc chuyến tuần tra mà không đánh chìm được mục tiêu nào và quay trở về Lorient vào ngày 2 tháng 5.

#### Chuyến tuần tra thứ tám
U-101 thành công hơn trong chuyến tuần tra tiếp theo khi nó rời Lorient vào ngày 28 tháng 5 để hoạt động giữa Bắc Đại Tây Dương. Nó đã tấn công các đoàn tàu OB 327 và OB 329, đánh chìm các tàu buôn Trecarrell và Trevarrack vào các ngày 4 và 9 tháng 6 tương ứng. Chiếc tàu ngầm quay trở về Lorient vào ngày 4 tháng 7. 

#### Chuyến tuần tra thứ chín
U-101 xuất phát từ Lorient vào ngày 7 tháng 8 cho chuyến tuần tra thứ chín để tiếp tục hoạt động tại Khu vực Tiếp cận phía Tây. Vào ngày 24 tháng 8, nó bị một máy bay tấn công ngoài khơi Rockall với hai quả bom được ném xuống, rồi cho đến ngày hôm sau đã phải lặn khẩn cấp năm lần để né tránh không kích. Đến ngày 28 tháng 8, nó tìm cách tấn công Đoàn tàu OS 4, nhưng bị các tàu hộ tống truy đuổi trong suốt ba giờ với 30 quả mìn sâu được thả xuống, gây hư hại kính tiềm vọng. Sau khi không đánh chìm được mục tiêu nào, U-101 kết thúc chuyến tuần tra và đi đến cảng Saint-Nazaire cùng ở bên bờ Đại Tây Dương của Pháp vào ngày 4 tháng 9.

#### Chuyến tuần tra thứ mười
U-101 xuất phát từ cảng Saint Nazaire vào ngày 11 tháng 10 cho chuyến tuần tra thứ mười, cũng là chuyến cuối cùng trong cuộc xung đột, để hoạt động tại Khu vực Tiếp cận phía Tây. Trên đường đi vào ngày 13 tháng 10, nó bị một máy bay hai động cơ tấn công và ném ba quả bom lúc 10 giờ 45 phút, gây một số hư hại, rồi thêm một lượt ném ba quả bom nữa lúc 16 giờ 42 phút. Đến ngày 18 tháng 10, nó tấn công Đoàn tàu SC 48, và đã phóng ngư lôi đánh chìm tàu khu trục HMS Broadwater trong thành phần hộ tống của SC 48. Kết thúc chuyến tuần tra, chiếc tàu ngầm đã theo lộ trình băng ngược qua khe GIUK để quay trở lại Bắc Hải, và về đến cảng Kiel vào ngày 16 tháng 11.

### 1942 - 1945
Sau chuyến tuần tra cuối cùng, U-101 được rút về để đảm nhiệm vai trò huấn luyện tại khu vực biển Baltic. Nó được điều sang Chi hạm đội U-boat 26 vào ngày 1 tháng 3, 1942, chuyển sang Chi hạm đội U-boat 21 từ ngày 1 tháng 4, rồi sang Chi hạm đội U-boat 24 từ ngày 1 tháng 9, 1942. U-101 được cho xuất biên chế vào ngày 22 tháng 10, 1943, và bị bỏ không tại Neustadt. Khi cuộc xung đột đi vào giai đoạn kết thúc, chiếc tàu ngầm bị bốn máy bay tiêm kích Hawker Typhoon thuộc Liên đội 175 Không quân Hoàng gia Anh tấn công bằng rocket vào ngày 3 tháng 5, 1945, và bị đánh chìm tại tọa độ 54°07′B 10°50′Đ / 54,117°B 10,833°Đ. Xác tàu đắm được trục vớt và tháo dỡ sau đó.

### "Bầy sói" tham gia
U-101 từng tham gia bốn bầy sói:
- Rösing (12 – 15 tháng 6, 1940)
- West (2 – 20 tháng 6, 1941)
- Grönland (12 – 27 tháng 8, 1941)
- Reissewolf (21 – 29 tháng 10, 1941)

### Tóm tắt chiến công
U-101 đã đánh chìm được 22 tàu buôn tổng tải trọng 111.673 GRT và một tàu chiến tải trọng 1.190 tấn, đồng thời gây hư hại cho hai tàu buôn khác:
| Ngày              | Tên tàu            | Quốc tịch              | Tải trọng | Số phận      |
| ----------------- | ------------------ | ---------------------- | --------- | ------------ |
| 26 tháng 5, 1940  | Stanhall           | United Kingdom         | 4.831     | Bị đánh chìm |
| 31 tháng 5, 1940  | Orangemoor         | United Kingdom         | 5.775     | Bị đánh chìm |
| 2 tháng 6, 1940   | Polycarp           | United Kingdom         | 3.577     | Bị đánh chìm |
| 11 tháng 6, 1940  | Mount Hymettus     | Greece                 | 5.820     | Bị đánh chìm |
| 12 tháng 6, 1940  | Earlspark          | United Kingdom         | 5.250     | Bị đánh chìm |
| 14 tháng 6, 1940  | Antonis Georgandis | Greece                 | 3.557     | Bị đánh chìm |
| 16 tháng 6, 1940  | Wellington Star    | United Kingdom         | 13.212    | Bị đánh chìm |
| 19 tháng 8, 1940  | Ampleforth         | United Kingdom         | 4.576     | Bị đánh chìm |
| 28 tháng 8, 1940  | Elle               | Finland                | 3.868     | Bị đánh chìm |
| 1 tháng 9, 1940   | Efploia            | Greece                 | 3.867     | Bị đánh chìm |
| 12 tháng 10, 1940 | Saint-Malo         | Canada                 | 5.779     | Bị đánh chìm |
| 18 tháng 10, 1940 | Blairspey          | United Kingdom         | 4.155     | Bị hư hại    |
| 18 tháng 10, 1940 | Creekirk           | United Kingdom         | 3.917     | Bị đánh chìm |
| 19 tháng 10, 1940 | Assyrian           | United Kingdom         | 2.962     | Bị đánh chìm |
| 19 tháng 10, 1940 | Soesterberg        | Netherlands            | 1.904     | Bị đánh chìm |
| 30 tháng 11, 1940 | Aracataca          | United Kingdom         | 5.378     | Bị đánh chìm |
| 1 tháng 12, 1940  | Appalachee         | United Kingdom         | 8.826     | Bị đánh chìm |
| 1 tháng 12, 1940  | Loch Ranza         | United Kingdom         | 4.958     | Bị hư hại    |
| 2 tháng 12, 1940  | Kavak              | United Kingdom         | 2.782     | Bị đánh chìm |
| 2 tháng 12, 1940  | Lady Glanely       | United Kingdom         | 5.497     | Bị đánh chìm |
| 14 tháng 2, 1941  | Belcrest           | United Kingdom         | 4.517     | Bị đánh chìm |
| 17 tháng 2, 1941  | Gairsoppa          | United Kingdom         | 5.237     | Bị đánh chìm |
| 4 tháng 6, 1941   | Trecarrell         | United Kingdom         | 5.271     | Bị đánh chìm |
| 9 tháng 6, 1941   | Trevarrack         | United Kingdom         | 5.270     | Bị đánh chìm |
| 18 tháng 10, 1941 | HMS Broadwater     | Hải quân Hoàng gia Anh | 1.190     | Bị đánh chìm |